# Stikbold! A Dodgeball Adventure
『Stikbold! A Dodgeball Adventure』（スティックボールド ア ドッジボール アドベンチャー）は、デンマークのインディーゲームスタジオGame Swingが開発しCurve Digitalより2016年4月1日に発売されたスポーツゲーム。Nintendo Switch版は『Stikbold! ドッジボールアドベンチャー!DELUXE』（スティックボールド ドッジボールアドベンチャー デラックス、Stikbold! A Dodgeball Adventure DELUXE）のタイトルで発売されている。

## 概要
個性的なキャラクター達とともにドッジボールに似た競技で対戦を行う。全体的にコミカルな作風で、コート内にあるソーセージやクラゲなどをボール代わりにつかんで投げることができたり、対戦中にバスやクジラなどが襲ってきたりと、パーティーゲームとしての趣がある。
一般的なドッジボールは長方形のコートを分割した2つの陣地に各チームがそれぞれ分かれて入り行われるが、本作では円状のコートの中に全員が入る形式で、対戦相手にボールを1度当てると一時的に操作が鈍くなる放心状態となり、そこにもう1度当てるとダウンし脱落となる。ボールはコートの外に出ることはなく、縁に当たると跳ね返る。

## ゲームモード
ストーリーモード以外では、多人数による対戦を行うことができる。参加人数は、「DELUXE」以外は最大4人、「DELUXE」は最大6人。チーム戦を行う場合の人数配分は任意に設定できる。
ストーリーモード
物語に沿ってコンピュータとの対戦を行うステージクリア型の1人用モード。全12ステージ。ビョーンとジェロームのコンビが操作キャラクターで、ビョーンの恋する相手であるハイジをさらって逃走したデビルの足跡を追って様々な場所を巡る冒険が展開される。
通常はビョーンを操作するが、放心状態の時にボールを当てられてダウンした時にジェロームに切り替わり、ビョーンの近くで一定時間待機するとビョーンが復帰して再び操作できるようになる。
このモードの各ステージをクリアするごとに、他のモードで選択可能となる新規の操作キャラクターが追加される。
運命のルーレット
あらかじめ設定したラウンド数で個人戦やチーム戦を連続で行うモード。「DELUXE」より追加。
ラウンド開始前にプレイヤーの1人（ラウンドごとに順繰りに担当）がルーレットを回し、ボールが落ちたポケットに書かれているステージやゲームモードでの対戦が行われる。対戦に勝利すると1ポイントが加算され、対戦ごとに指定される特別条件を達成するとさらに1ポイントが加算される。最終ラウンドでは、獲得したポイントをライフとする個人戦が行われ、最後まで残ったプレイヤーが優勝となる。
クイックマッチ
短時間で決着するゲームを収録している対戦モード。通常の個人戦とチーム戦のほか、以下の4種類の特別なミニゲームがある。
ハンディーボール
制限時間3分のチーム戦。コートの左右にゴールが設置されており、相手ゴールにボールをシュートすると1ポイントが入る。制限時間終了時点でポイントが多い側の勝利となる。
ポップポップ
3ポイント先取の個人戦。操作キャラクターの後ろに紐でビーチボールが繋がれており、カニやサメなどに当たって割れないように動き回り最後まで残ったプレイヤーの勝利となる。
ボックスエスケープ
3ポイント先取のチーム戦。コート内にチームカラーの木箱が複数配置されており、相手チームの木箱を全て壊すか相手チームのメンバーを全てコート外に出すかすれば勝利となる。
レインボー天国
3ポイント先取の個人戦。コート外から内部に向けて様々な攻撃が行われる中で最後まで残ったプレイヤーの勝利となる。

## 開発
本作の元となるプロトタイプ版はゲームジャムイベント「Nordic Game Jam 2013」で制作されたもので、イベントでは総合3位となり一般投票による「最も楽しいゲーム」にも選出された。
本作の作風は1970年代の様々なものからインスピレーションを受けている。ストーリーモードの主人公ビョーンの名前は1970年代に活躍したテニス選手ビョルン・ボルグにちなんで名付けられ、運命のルーレットモードは1970年代のテレビ番組からインスパイアされた。また、1970年代のスカンジナビアの雰囲気で世界観を構築したいという思いがあり、作中に登場するラウンドアバウトやフィールドにそれが現れている。

## 受賞
- SXSW Gaming Awards 2016 「Gamer's Voice Award: Multiplayer」ノミネート[5]
- Spilprisen 2017 「Best Danish-Language Game」受賞[6]
- Nordic Game Awards 2017 「Best Fun for Everyone」「Best Debut」ノミネート[7]